# Dracula woolwardiae
Dracula woolwardiae là một loài thực vật có hoa trong họ Lan. Loài này được (F.Lehm. & Kraenzl.) Luer mô tả khoa học đầu tiên năm 1978.